# Paweł Włodkowic
Paweł Włodkowic (Latijn: Paulus Vladimiri; Brudzeń Duży, ca. 1370 - Krakau, 9 oktober 1435) was een Poolse rechtsgeleerde.

## Biografie
Paweł Włodkowic werd omstreeks 1370 geboren in Brudzeń Duży en begon met studeren aan de Karelsuniversiteit. Aldaar verkreeg hij zijn bachelor in 1389 en vier jaar later haalde hij in Praag ook zijn mastergraad. Vervolgens werd hij kanunnik in Płock en zette daarop zijn studie rechten aan de Universiteit van Padua voort. Daar raakte hij sterk beïnvloed door Francisco Zabarella. Hij bleef tot 1410 in Italië en bezocht onder meer het pauselijk hof in Rome. Bij de paus vertegenwoordigde hij de Poolse koning in een zaak die betrekking had op de Duitse Orde. Daarnaast was Włodkowic in 1409 aanwezig bij het Concilie van Pisa.
Na zijn terugkeer in Polen begon hij met doceren van recht aan de Jagiellonische Universiteit in Krakau en werd hij aldaar kanunnik. Hij vervolgens van de paus ook de graad van doctor in het kerkelijk recht. In 1412 ging hij werken voor Jan I van Warschau en later ook voor koning Wladislaus II. Włodkowic was aanwezig bij het Concilie van Konstanz. In de periode 1415-1421 schreef hij een zevental verhandelingen over het conflict met de Duitse Orde.
In de laatste jaren van zijn leven werd Włodkowic vicaris van de Egidiuskerk in Kłodawa. In 1432 was hij voor korte tijd weer in Padua en drie jaar later overleed hij in Krakau.

## Geselecteerde bibliografie
- Tractatus de annatis camerae apostolicae solvendis (1414-1415)
- Tractatus de potestate papae et imperatoris respectu infidelium (1415)
- Puncta accusationis ex parte Polonorum contra Cruciferos (1416)
- Causa inter reges Poloniae et Cruciferos coram concilio Constantiense ex parte Polonorum dicta (1416)
- Tractatus de ordine Cruciferorum et de bello Polonorum contra dictos fratres (1416)
- Scriptum denunciatorium errorum Satyrae Joannis Falkenberg O. P. Concilio Constanteinsi datum (1416-1417)
- Allegationes pro parte regis Polonie coram Sigismundo Imperatore (1420)
- Oculi (1420)
- Ad vivendum (1421)